# ABLV Bank
ABLV Bank, AS war die drittgrößte Bank in Lettland. Hauptsitz war Riga mit Niederlassungen in Luxemburg.

## Geschichte
Die Bank wurde als Ableger der Latvijas Banka in der Stadt Aizkraukle mit dem Namen Aizkraukles Banka gegründet.
- 1995 übernahmen Ernest Bernis und Oleg Fil Aktien der Bank und wurden deren Vorstand. Sie gründet eine Niederlassung in Riga und weitet die Tätigkeiten der Bank auf ausländische Kunden und Geldtransfer aus.
- 2002 wird die Marke AB.LV eingeführt.
- Ab 2004 wird das Investmentbanking ausgebaut. Hierfür wurden die ABLV Asset Management, IPAS, für das Investmentbanking und die ABLV Capital Markets, IBAS, für die Brokeragedienstleistungen gegründet.
- 2008 änderte die Bank ihr Strategie und bot maßgeschneiderte Finanzlösungen an.
- 2009 begann die mit der Vermögensberatung und -strukturierung.
- 2011 wurde der Name auf ABLV Bank AS geändert.
- 2014 übernahm die Europäische Zentralbank die Bankenaufsicht.
- 2015 gründete die Bank eine Repräsentanz in Hongkong.
- Am 24. Februar 2018 wurde bekannt, dass die Bank vor dem Zusammenbruch steht und die EZB beschloss, die Bank abzuwickeln.[3] Damit sind Einlagen, welche nicht durch die gesetzliche Einlagensicherung bis 100.000 Euro pro Anleger gesichert sind, verloren.

Dem voraus ging der Vorwurf der für Finanzkriminalität zuständigen Abteilung des US-Finanzministeriums, des Financial Crimes Enforcement Network (FinCEN), Überweisungen für Nordkorea ermöglicht zu haben. Dem widersprach die Bank jedoch. Nachdem die Bank vom amerikanischen Finanzmarkt verbannt wurde, waren 600 Millionen Euro von Konten der Bank abgezogen worden.
Die Süddeutsche Zeitung berichtete am 2. März 2018, dass Lettland seit Jahren im Blickpunkt von Geldwäsche-Ermittlern stehe. Unternehmen und Kriminelle aus Russland und anderen GUS-Staaten schleusten Schwarzgeld über lettische Banken in die EU. Nationale Egoismen verhinderten, dass der Europäischen Bankenaufsicht bei der EZB die Hände gebunden seien.

## Hauptsitz
Der Hauptsitz ist in Riga in einem Gebäude des Architekten Hibig mit einer Fassade von Giesecke.
Die ABLV in neun weiteren Ländern (Russland, Ukraine, Weißrussland, Kasachstan, Aserbaidschan, Usbekistan, Hongkong, Zypern und Luxemburg) vertreten. Hiervon sind elf Niederlassung von der Tochterbank Luxembourg, S.A.

## Anteilseigener
Ernest Bernis und Oleg Fil halten jeweils 43 Prozent. Weitere Anteilseigner sind Management, Mitarbeiter, Kunden und Partner der Bank.